# Revolver
Revolver (укр. Револьвер) — сьомий студійний альбом рок-гурту The Beatles, випущений 5 серпня 1966 року. У хронології американських видань, підготовлених компанією Capitol Records, Revolver був одинадцятою пластинкою гурту, виданої в США 8 серпня 1966 року. Не ввійшли в американське видання пісні «I'm Only Sleeping», «And Your Bird Can Sing» і «Dr. Robert» потрапили в альбом Yesterday and Today, випущений в США 20 червня 1966 року. Одночасно з платівкою Revolver в продаж надійшов сингл «Yellow Submarine»/«Eleanor Rigby».
Гурт приступив до студійної роботи 6 квітня, почавши з запису пісні «Tomorrow Never Knows». останньою для альбому Revolver була створена «She Said, She Said». Всі композиції записувалися в студії Еббі Роуд в Лондоні. Музичним продюсером та звукорежисером, як і в попередніх роботах The Beatles, був Джордж Мартін, а новим звукооператором став Джефф Емерік. До запису декількох пісень були залучені сторонні музиканти: струнний ансамбль для музичного супроводу «Eleanor Rigby»; Аніл Бхагваті, який зіграв на барабанах табла для пісні «Love You To»; валторніст Алан Сивіл, який взяв участь у записі «For No One»; троє трубачів та двоє саксофоністів для виконання партії духових інструментів у пісні «Got to Get You into My Life».
Незабаром після серпневого релізу 1966 року альбом очолив чарти та утримував першу позицію протягом семи тижнів у Великій Британії та протягом шести тижнів в США. Критиками було відзначено новаторство The Beatles: нові методи звукозапису, експерименти з музичними стилями, розширення тематики текстів пісень. Revolver з помітним постійністю зараховувався у всілякі списки найкращих записів XX століття, зазнав безліч перевидань, на пісні з цієї платівки створено понад 270 кавер-версій. За даними Американської асоціації звукозаписних компаній альбом неодноразово сертифікований як мультиплатиновий.

## Запис

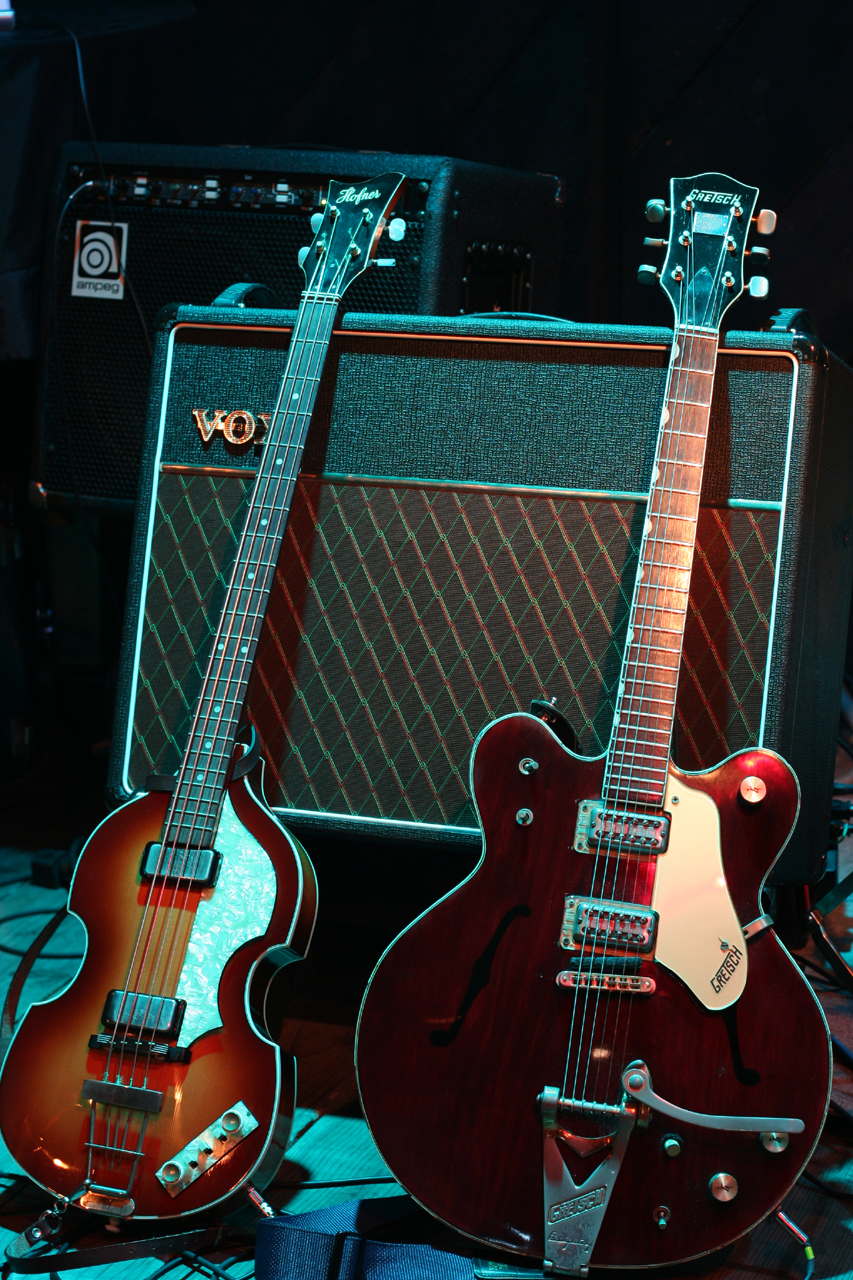
Бас-гітара Пола Маккартні (зліва) та гітара Джорджа Гаррісона

По сформованій практиці «турне — фільм — запис — турне» учасникам колективу належало на початку 1966 року приступити до роботи над новим фільмом, але вони ніяк не доходили згоди щодо сюжету та навіть теми картини. В підсумку було вирішено порушити усталений графік. Робота над передбачуваним фільмом так і не було розпочато. Завершивши свою британське турне, група з квітня 1966 року занурилася в студійну роботу над новим альбомом. Запис матеріалу для нової платівки тривала майже три місяці — з 6 квітня по 22 червня. Як і колись, музиканти працювали в студії Еббі Роуд у Лондоні — хоча, за словами Пола Маккартні, альбом спочатку збиралися записувати в Америці, але пропоновані ціни за оренду та обладнання були «фантастичними», до того ж термін їх контракту з компанією звукозапису EMI закінчувався лише в червні 1966 року.

### Музиканти
Крім пісень, написаних у співавторстві Джоном та Полом, на альбомі представлені три нові композиції Джорджа Харрісона, а Рінго Старру було довірено заспівати пісню «Yellow Submarine», написану спеціально для нього. За звукозапис відповідали продюсер Джордж Мартін та звукооператор Джефф Емерік. Крім основних учасників групи для запису окремих композицій були запрошені професійні музиканти: струнний ансамбль для музичного супроводу «Eleanor Rigby»; Аніл Бхагваті, зіграв на барабанах табла для пісні «Love You To»; валторніст Алан Сивіл, який взяв участь у записі «For No One»; троє трубачів та двоє саксофоністів для виконання партії духових інструментів у пісні «Got to Get You into My Life». До того ж в запису приспіву «Yellow Submarine» взяли участь: концертний менеджер групи Ніл Еспінолл, його помічник Мел Еванс, продюсер Джордж Мартін, Донован, Патті Харрісон, звукооператор Джефф Емерік, Брайан Джонс, Маріанна Фейтфулл та шофер Альф Біккнелл.

### Музичні інструменти
Крім основних для групи гітари, бас-гітари та ударної установки також використовувалися струнні, духові та інші інструменти. З перкусії не раз застосовувалися у записі декількох композицій бубон та маракаси. У пісні «Taxman» можна почути сенсерро. У записі «Love You To» Джордж Харрісон грає на сітарі, який був їм вперше використаний ще в роботі над «Norwegian Wood» для альбому Rubber Soul. Крім ситара, в записі звучать індійські барабани табла.
Найбільша інструментальна різноманітність характерна для пісень Пола Маккартні. Для «Got to Get You into My Life» він побажав записати партію духових музичних інструментів, і продюсер запросив трьох трубачів та двох саксофоністів. У тій же пісні «Got to Get You into My Life» звучить орган Хаммонда, на якому зіграв Джордж Мартін. Для запису «Eleanor Rigby» довелося найняти струнний ансамбль. А у пісні «For No One» Полу хотілося, щоб звучала валторна, що й було здійснено. Крім валторни була записана партія фортепіано, на якому грав сам Маккартні. Для «Good Day Sunshine» на фортепіано грав Джордж Мартін.

## Список композицій
| Сторона 1 | Сторона 1                    | Сторона 1  |
| #         | Назва                        | Тривалість |
| --------- | ---------------------------- | ---------- |
| 1.        | «Taxman»                     | 2:36       |
| 2.        | «Eleanor Rigby»              | 2:11       |
| 3.        | «I'm Only Sleeping»          | 2:58       |
| 4.        | «Love You To»                | 3:00       |
| 5.        | «Here, There and Everywhere» | 2:29       |
| 6.        | «Yellow Submarine»           | 2:40       |
| 7.        | «She Said She Said»          | 2:39       |

| Сторона 2 | Сторона 2                     | Сторона 2  |
| #         | Назва                         | Тривалість |
| --------- | ----------------------------- | ---------- |
| 1.        | «Good Day Sunshine»           | 2:08       |
| 2.        | «And Your Bird Can Sing»      | 2:02       |
| 3.        | «For No One»                  | 2:03       |
| 4.        | «Doctor Robert»               | 2:14       |
| 5.        | «I Want to Tell You»          | 2:30       |
| 6.        | «Got to Get You into My Life» | 2:31       |
| 7.        | «Tomorrow Never Knows»        | 3:00       |

## Інформація про альбом

### Назва
Як зазначає біограф Баррі Майлс в книзі Many Years From Now, «Revolver означає не зброя, а щось, що обертається, як платівка» (англ. Revolver did not mean a gun, but something that revolves, like a record). Спочатку планувалося дати нового запису назву Abracadabra. У тій же книзі Many Years From Now розповідається, що 24 червня 1966 року, під час обговорення назви нового альбому, висловлювалися пропозиції озаглавити пластинку Pendulums, Fat Man або Bobby. Рінго пропонував назву After Geography, Джон — Beatles on Safari, а Пол — Magic Circle. Незважаючи на всі пропозиції, у результаті альбом був названий Revolver.

### Оформлення обкладинки
Revolver був другим альбомом після Rubber Soul, на обкладинці якого була відсутня назва групи. Оформлення довірили Клаусу Фоорманну — художнику, учаснику групи Manfred Mann, з яким учасники The Beatles познайомилися ще на початку своєї кар'єри, під час виступів у Гамбурзі. Обкладинка являє собою композицію з намальованих ручкою портретів Пола Маккартні, Джона Леннона, Джорджа Харрісона та Рінго Старра. Між зображеннями їх осіб розташований колаж, створений з вирізок фотографій The Beatles, відзнятих раніше Робертом Фріманом та Робертом Уітакер, який також працював фотографом під час створення обкладинок для ранніх записів гурту. За роботу Фоорману заплатили 40 фунтів стерлінгів.
В 1967 році обкладинка була удостоєна премії «Нагорода Греммі» у номінації «Найкраща обкладинка альбому, графічна робота» (Best Album Cover, Graphic Arts).
в 2011 році обкладинка альбому зайняла 31-е місце в списку найкращих обкладинок альбомів усіх часів за на думку читачів інтернет-видання Music Radar.